# کارتیچ
کارتیچ (به آلمانی: Kartitsch) یک منطقهٔ مسکونی در اتریش است که در لاینس واقع شده‌است. کارتیچ ۵۸٫۹۱ کیلومتر مربع مساحت دارد ۱٬۳۵۳ متر بالاتر از سطح دریا واقع شده‌است.